# Thordisa azmanii
Thordisa azmanii is een slakkensoort uit de familie van de Discodorididae. De wetenschappelijke naam van de soort is voor het eerst geldig gepubliceerd in 1989 door Cervera & García-Gómez.